# Paratoradjia sulcata
Paratoradjia sulcata là một loài chân đều trong họ Scleropactidae. Loài này được Ferrara, Meli & Taiti miêu tả khoa học năm 1995.